# Châtillon-la-Palud
Pour les articles homonymes, voir Châtillon et Palud (marais).
Châtillon-la-Palud est une commune française située dans le département de l’Ain en région Auvergne-Rhône-Alpes.
Ses habitants s'appellent les Chatillonnais et les Chatillonnaises.

## Géographie
Châtillon-la-Palud fait partie de la Dombes, sur les bords de l'Ain. Bourg en Bresse est à 31 km, Meximieux à 11 km, Lyon à 47 km, Pérouges à 13 km, Châtillon-sur-Chalaronne à 32 km.

### Climat
Pour des articles plus généraux, voir Climat d'Auvergne-Rhône-Alpes et Climat de l'Ain.
En 2010, le climat de la commune est de type climat océanique dégradé des plaines du Centre et du Nord, selon une étude du CNRS s'appuyant sur une série de données couvrant la période 1971-2000. En 2020, Météo-France publie une typologie des climats de la France métropolitaine dans laquelle la commune est dans une zone de transition entre le climat semi-continental et le climat de montagne et est dans la région climatique Bourgogne, vallée de la Saône, caractérisée par un bon ensoleillement (1 900 h/an), un été chaud (18,5 °C), un air sec au printemps et en été et des vents faibles.
Pour la période 1971-2000, la température annuelle moyenne est de 11,4 °C, avec une amplitude thermique annuelle de 17,9 °C. Le cumul annuel moyen de précipitations est de 1 065 mm, avec 11,2 jours de précipitations en janvier et 7,5 jours en juillet. Pour la période 1991-2020, la température moyenne annuelle observée sur la station météorologique de Météo-France la plus proche, « Ambérieu », sur la commune de Château-Gaillard à 4 km à vol d'oiseau, est de 11,9 °C et le cumul annuel moyen de précipitations est de 1 117,5 mm,. Pour l'avenir, les paramètres climatiques de la commune estimés pour 2050 selon différents scénarios d'émission de gaz à effet de serre sont consultables sur un site dédié publié par Météo-France en novembre 2022.

## Urbanisme

### Typologie
Au 1er janvier 2024, Châtillon-la-Palud est catégorisée bourg rural, selon la nouvelle grille communale de densité à 7 niveaux définie par l'Insee en 2022.
Elle appartient à l'unité urbaine de Châtillon-la-Palud, une agglomération intra-départementale dont elle est ville-centre,. Par ailleurs la commune fait partie de l'aire d'attraction de Lyon, dont elle est une commune de la couronne,. Cette aire, qui regroupe 397 communes, est catégorisée dans les aires de 700 000 habitants ou plus (hors Paris),.

### Occupation des sols
L'occupation des sols de la commune, telle qu'elle ressort de la base de données européenne d’occupation biophysique des sols Corine Land Cover (CLC), est marquée par l'importance des forêts et milieux semi-naturels (46,2 % en 2018), une proportion sensiblement équivalente à celle de 1990 (45,9 %). La répartition détaillée en 2018 est la suivante : 
forêts (45,4 %), zones agricoles hétérogènes (22,2 %), prairies (10,6 %), eaux continentales (10,1 %), zones urbanisées (6,9 %), terres arables (2,1 %), espaces verts artificialisés, non agricoles (1,8 %), milieux à végétation arbustive et/ou herbacée (0,9 %).
L'évolution de l’occupation des sols de la commune et de ses infrastructures peut être observée sur les différentes représentations cartographiques du territoire : la carte de Cassini (XVIIIe siècle), la carte d'état-major (1820-1866) et les cartes ou photos aériennes de l'IGN pour la période actuelle (1950 à aujourd'hui).

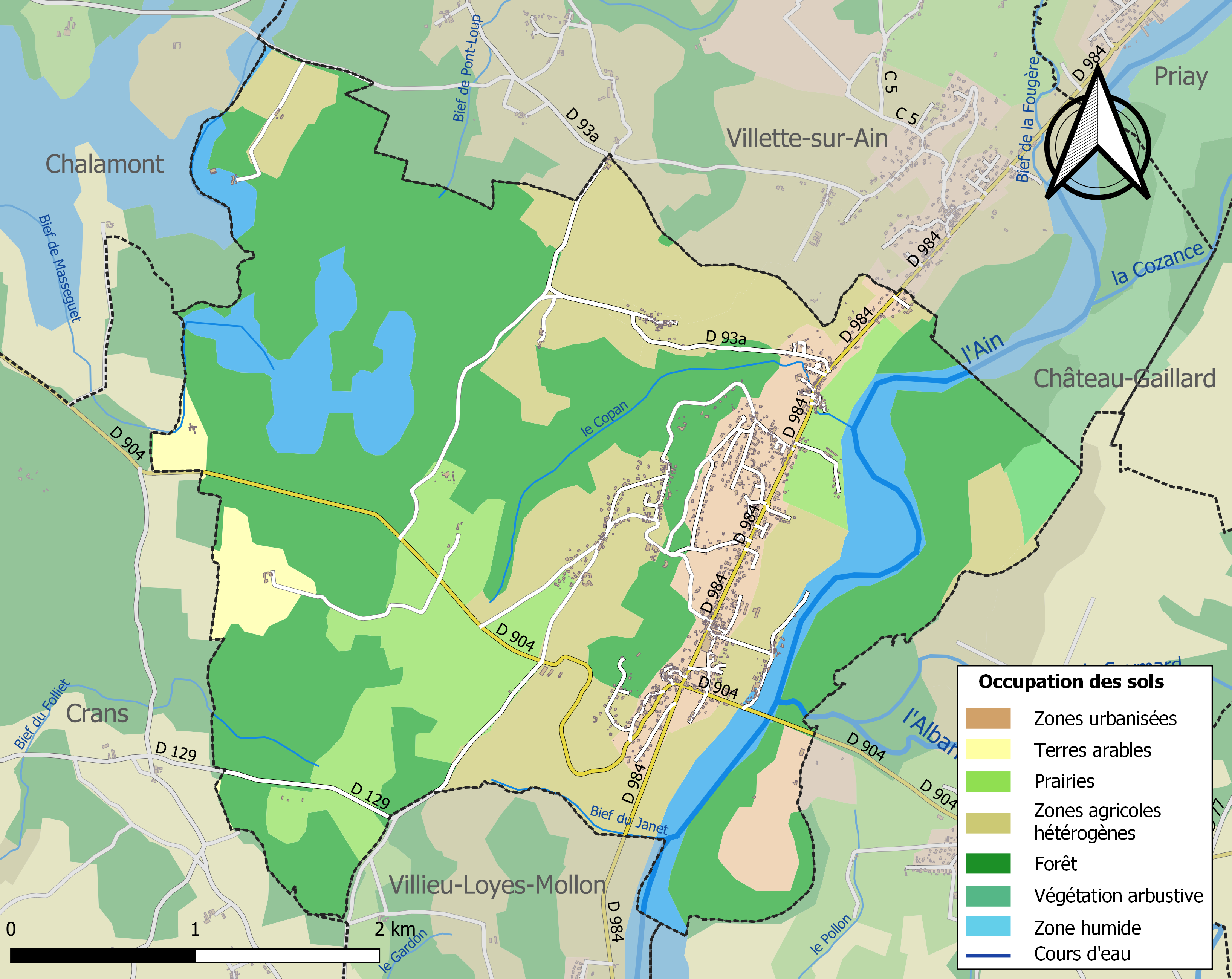
Carte des infrastructures et de l'occupation des sols de la commune en 2018 (CLC).

## Toponymie
Châtillon serait un dérivé, sans doute mérovingien, du bas latin castellum, diminutif de castrum, accompagné du suffixe -ionem. Castrum désigne d’abord tous les types de forteresse, depuis le simple donjon jusqu’à l’enceinte urbaine, puis se spécialise dans le sens de « château fort » et se réduit ensuite à celui de « grande maison de plaisance ».
Le terme la Palud fait référence à la famille de La Palud qui possédait ce fief. Ce nom, proviendrait du latin palus, qui signifie marais. Cela s'explique par la profusion d'étangs dans la Dombes où était implantée la famille de La Palud.

## Histoire
Paroisse mentionnée à partir du XIIe siècle.
La seigneurie de La Palud est un fief relevant de la Savoie depuis 1300. C'est le berceau de la famille noble de La Palu(d), une des grandes maisons bressanes, qui eut de nombreux autres fiefs dont Varambon,Saint-Julien, Richemont, Bouligneux, Varax ou Saint-Maurice en Bresse et Dombes, encore le comté de La Roche et Saint-Hippolyte, Maîche, Cusance et Villersexel en Franche-Comté.

### Hameaux

#### Bublanne
Ancienne paroisse (Boblan, parrochia de Pubiens, villa Publiana, Bublens, Bublan, de Bublanna, Bublane), sous le vocable de saint Georges, annexe de celle de Châtillon, depuis le XIIIe siècle.
Le prieur de Villette (prieuré de Villette-sur-Ain) nommait le desservant.
En 1230, Hugues de Morestel céda à l'abbaye de Chassagne tous les droits qu'il avait sur Bublanne du chef des Dames de Lent. En 1255, Gui de la Palud, archidiacre de Lyon, reconnut tenir cette paroisse du fief de Guichard V, sire de Beaujeu. Girard de la Palud, chevalier, renouvela cette reconnaissance, en 1275. En 1299, ce même Girard de la Palud fit un legs à l'église.
Bublanne dépendait de la baronnie de Châtillon, et passa successivement avec elle des de la Palud aux familles de la Baume, Perrachon et Colabeau.
Un relai de poste se trouvait dans le quartier.

#### Gévrieux
Le quartier de Gévrieux a toujours été un lieu de franchissement de l'Ain . D'abord avec la présence d'un bac, d'où le nom du quartier à l'entrée du village qui se nomme "le Port". Un pont est construit entre 1868 et 1869, ouvert à la circulation le 23 janvier 1870. Il s'agit d'un pont suspendu. Il sera reconstruit en 1906, par l'entreprise lyonnaise Souillard, afin de faire passer le Tramways de l'Ain et la ligne Ambérieu - Ars. Pendant la durée des travaux un pont sur pilotis avait été installé. Le pont a été ouvert à la circulation le 1er aout 1908 en présence du Préfet de l'Ain et de son Sénateur Alexandre Bérard. Ce pont sur l'Ain est le seul de la région a ne pas avoir été détruit lors de la seconde guerre mondiale. La commune était alors investie par les nazis qui avaient établis leur quartier général dans le château Férié. Lors de la libération et de la bataille de Meximieux en 1944, ceux-ci ont tenté de faire sauter le pont. Mais un obus américain aura empêcher cette destruction. Le pont a été restauré en 1986.
Le quartier comptait également une gare pour le tramway.

#### Le bourg
A l'emplacement actuel du château Grammont existait un fort militaire que les sires de La palud transformèrent en Château avec leur chapelle personnelle. Les murailles du château entouraient le bourg. En 1595, lors de la conquête de la Bresse, sous le règne d'Henri IV, le château fut démantelé par le Maréchal Biron et le pays fut ravagé. Ne subsistent que les remparts Est et la porte du château. Après le rachat du château par la famille Grammont, de nouveaux bâtiments furent construits au cours du XXème siècle.

#### Le Mas Durand
Apparait sur la carte de Cassini au XVIIIème siècle sous le nom de "Mas des Durands". Cette mention se retrouve sur les cartes du second empire. La carte de Cassini mentionne aussi le quartier du Mas. Le quartier présente un four en pierre.

## Politique et administration

### Découpage territorial
La commune de Châtillon-la-Palud est membre de la communauté de communes de la Dombes, un établissement public de coopération intercommunale (EPCI) à fiscalité propre créé le 1er janvier 2017 dont le siège est à Châtillon-sur-Chalaronne. Ce dernier est par ailleurs membre d'autres groupements intercommunaux.
Sur le plan administratif, elle est rattachée à l'arrondissement de Bourg-en-Bresse, au département de l'Ain et à la région Auvergne-Rhône-Alpes. Sur le plan électoral, elle dépend du  canton de Ceyzériat pour l'élection des conseillers départementaux, depuis le redécoupage cantonal de 2014 entré en vigueur en 2015, et de la quatrième circonscription de l'Ain  pour les élections législatives, depuis le dernier découpage électoral de 2010.

### Administration municipale
| Période     | Période  | Identité           | Étiquette | Qualité                                                                               |
| ----------- | -------- | ------------------ | --------- | ------------------------------------------------------------------------------------- |
| ????        | 1944     | Johanny L'Herbette |           |                                                                                       |
| 1971        | 1974     | André Gasnier      |           |                                                                                       |
| 1974        | 1983     | André Billotet     | DVG       |                                                                                       |
| 1983        | 1995     | Georges Branchu    |           |                                                                                       |
| 1995        | 2008     | Renée Casanova     | DVD       |                                                                                       |
| 2008        | 2009     | Brigitte Debourg   | SE        | Démissionnaire le 26 mars 2009 à la suite de dissensions au sein du conseil municipal |
| 2009        | 2009     | André Michon       |           | Premier adjoint, maire par intérim de mars à mai                                      |
| 2009        | 2014     | Yves Boucher       |           |                                                                                       |
| 2014        | 2020     | André Michon       | DVD       |                                                                                       |
| 25 mai 2020 | En cours | Gilles Dubois      |           | Démissionnaire au 6 octobre 2024                                                      |

### Tendances politiques et résultats
| Scrutin             | Scrutin             | 1er tour | 1er tour | 1er tour | 1er tour | 1er tour  | 1er tour | 1er tour | 1er tour | 1er tour | 1er tour | 1er tour | 1er tour | 2d tour | 2d tour | 2d tour | 2d tour | 2d tour | 2d tour |
| Scrutin             | Scrutin             | 1er      | 1er      | %        | 2e       | 2e        | %        | 3e       | 3e       | %        | 4e       | 4e       | %        | 1er     | 1er     | %       | 2e      | 2e      | %       |
| ------------------- | ------------------- | -------- | -------- | -------- | -------- | --------- | -------- | -------- | -------- | -------- | -------- | -------- | -------- | ------- | ------- | ------- | ------- | ------- | ------- |
| Présidentielle 2017 | Présidentielle 2017 |          | FN       | 34,02    |          | EM        | 19,32    |          | LR       | 17,37    |          | LFI      | 15,11    |         | EM      | 52,41   |         | FN      | 47,59   |
| Présidentielle 2022 | Présidentielle 2022 |          | RN       | 30,37    |          | LREM      | 20,97    |          | LFI      | 17,90    |          | REC      | 8,31     |         | RN      | 52,38   |         | LREM    | 47,62   |
| Législatives 2022   | 4e                  |          | RN       | 28,08    |          | LFI-Nupes | 23,50    |          | LREM-Ens | 14,20    |          | PRG      | 8,52     |         | RN      | 58,61   |         | LFI     | 41,39   |
| Législatives 2024   | 4e                  |          | RN       | 48,09    |          | EELV-NFP  | 24,10    |          | HOR-Ens  | 19,96    |          | LR       | 6,73     |         | RN      | 54,71   |         | HOR     | 45,29   |

## Population et société

### Démographie
L'évolution du nombre d'habitants est connue à travers les recensements de la population effectués dans la commune depuis 1793. Pour les communes de moins de 10 000 habitants, une enquête de recensement portant sur toute la population est réalisée tous les cinq ans, les populations de référence des années intermédiaires étant quant à elles estimées par interpolation ou extrapolation. Pour la commune, le premier recensement exhaustif entrant dans le cadre du nouveau dispositif a été réalisé en 2004.
En 2022, la commune comptait 1 675 habitants, en évolution de +6,42 % par rapport à 2016 (Ain : +5,15 %, France hors Mayotte : +2,11 %).
| 1793 | 1800 | 1806 | 1821 | 1831 | 1836 | 1841 | 1846 | 1851 |
| ---- | ---- | ---- | ---- | ---- | ---- | ---- | ---- | ---- |
| 672  | 713  | 675  | 671  | 673  | 729  | 700  | 823  | 870  |

| 1856 | 1861 | 1866 | 1872 | 1876 | 1881 | 1886 | 1891 | 1896 |
| ---- | ---- | ---- | ---- | ---- | ---- | ---- | ---- | ---- |
| 825  | 782  | 813  | 797  | 774  | 701  | 689  | 673  | 631  |

| 1901 | 1906 | 1911 | 1921 | 1926 | 1931 | 1936 | 1946 | 1954 |
| ---- | ---- | ---- | ---- | ---- | ---- | ---- | ---- | ---- |
| 636  | 645  | 666  | 568  | 587  | 601  | 636  | 607  | 605  |

| 1962 | 1968 | 1975 | 1982 | 1990 | 1999  | 2004  | 2006  | 2009  |
| ---- | ---- | ---- | ---- | ---- | ----- | ----- | ----- | ----- |
| 582  | 660  | 574  | 814  | 874  | 1 074 | 1 336 | 1 395 | 1 546 |

| 2014  | 2019  | 2022  | - | - | - | - | - | - |
| ----- | ----- | ----- | - | - | - | - | - | - |
| 1 568 | 1 604 | 1 675 | - | - | - | - | - | - |

Les 1 566 habitants de la commune, en 2015, ont moins de 30 ans pour 559 d'entre eux, 661 ont entre 39 et 59 ans et 346 ont 60 ans ou plus.
Parmi les 975 personnes qui, en 2015, ont entre 15 et 64 ans. 73,6  % sont des actifs ayant un emploi, 5,4  % sont chômeurs, 8,2 % sont élèves ou étudiants, 8,8 % sont retraités ou préretraités et  3,9 % sont d’autres inactifs.

### Jumelages
| La commune a développé une association de jumelage avec : - Deisenhausen (Allemagne) depuis 1988. | \| Deisenhausen Châtillon-la-Palud \| |
| Deisenhausen Châtillon-la-Palud                                                                   |                                       |

## Logements
Le nombre de logements existants dans la commune est, en 2015, de 722 ; 615 sont des résidences principales (85,2.%), 61  des résidences secondaires ou des logements occasionnels (8,5.%) et 45 sont des logements vacants. Le nombre de maisons est de 669  et celui des appartements de 50.

## Économie et emploi
Sur le territoire communal l'INSEE recense, au 31 décembre 2015, 93 établissements actifs qui emploient 133 salariés au total.
- 6  appartiennent au secteur de l’agriculture (4 salariés au total).
- 5 au secteur de l'industrie (6 salariés au total).
- 11 sont du secteur de la construction (17 salariés).
- 60 sont du secteur du commerce, des transports et des services divers (18 salariés au total).
- 11 sont  du secteur de l’administration publique, de l’enseignement, de la santé et de l’action sociale (88 salariés au total).

### Sports

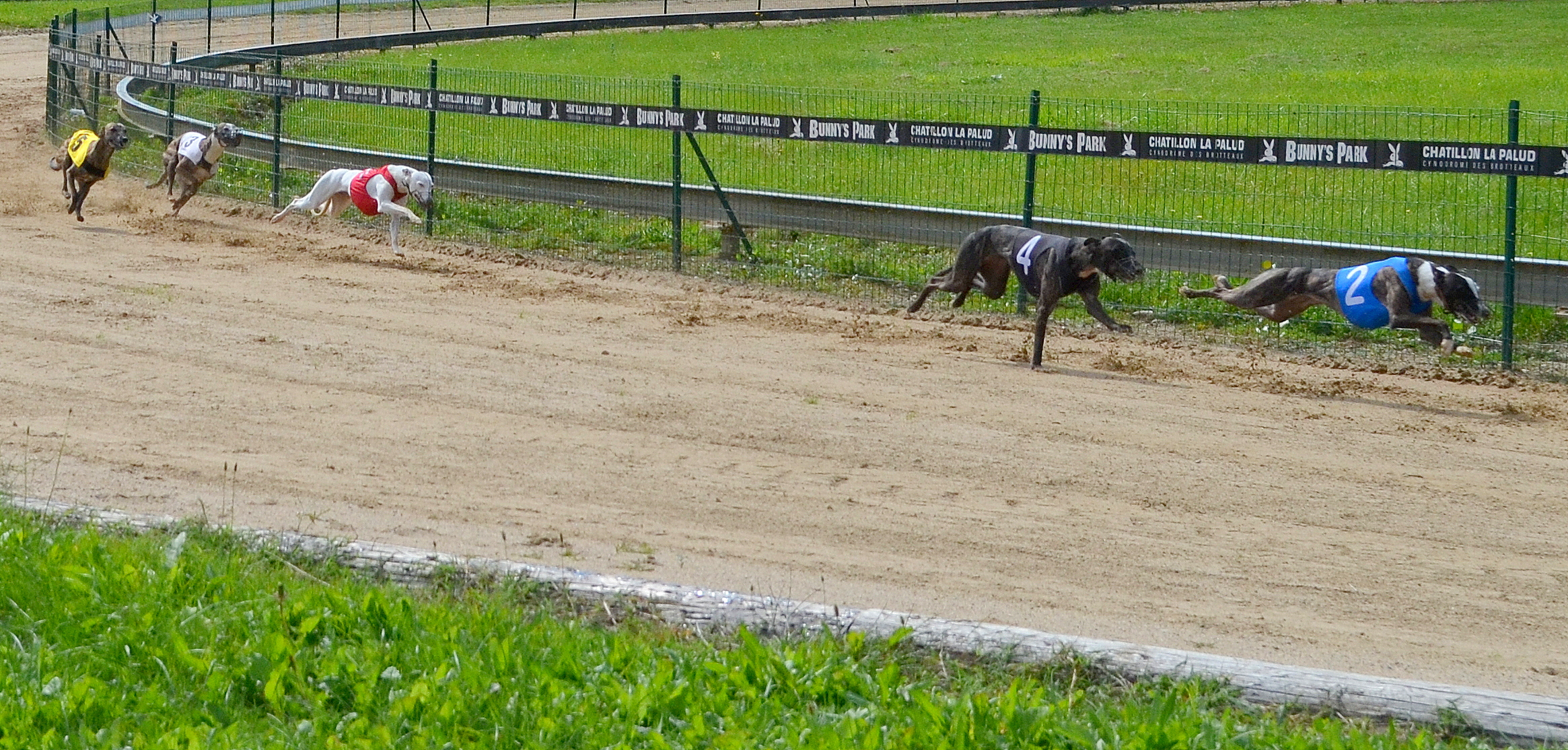
Course de lévriers au cynodrome des Brotteaux en 2014.

- Un cynodrome « le cynodrome des Brotteaux Bunny's Park » (45° 57′ 41″ N, 5° 15′ 25″ E), sur lequel se déroulent des courses de lévrier est situé dans la commune[34].

## Culture et patrimoine

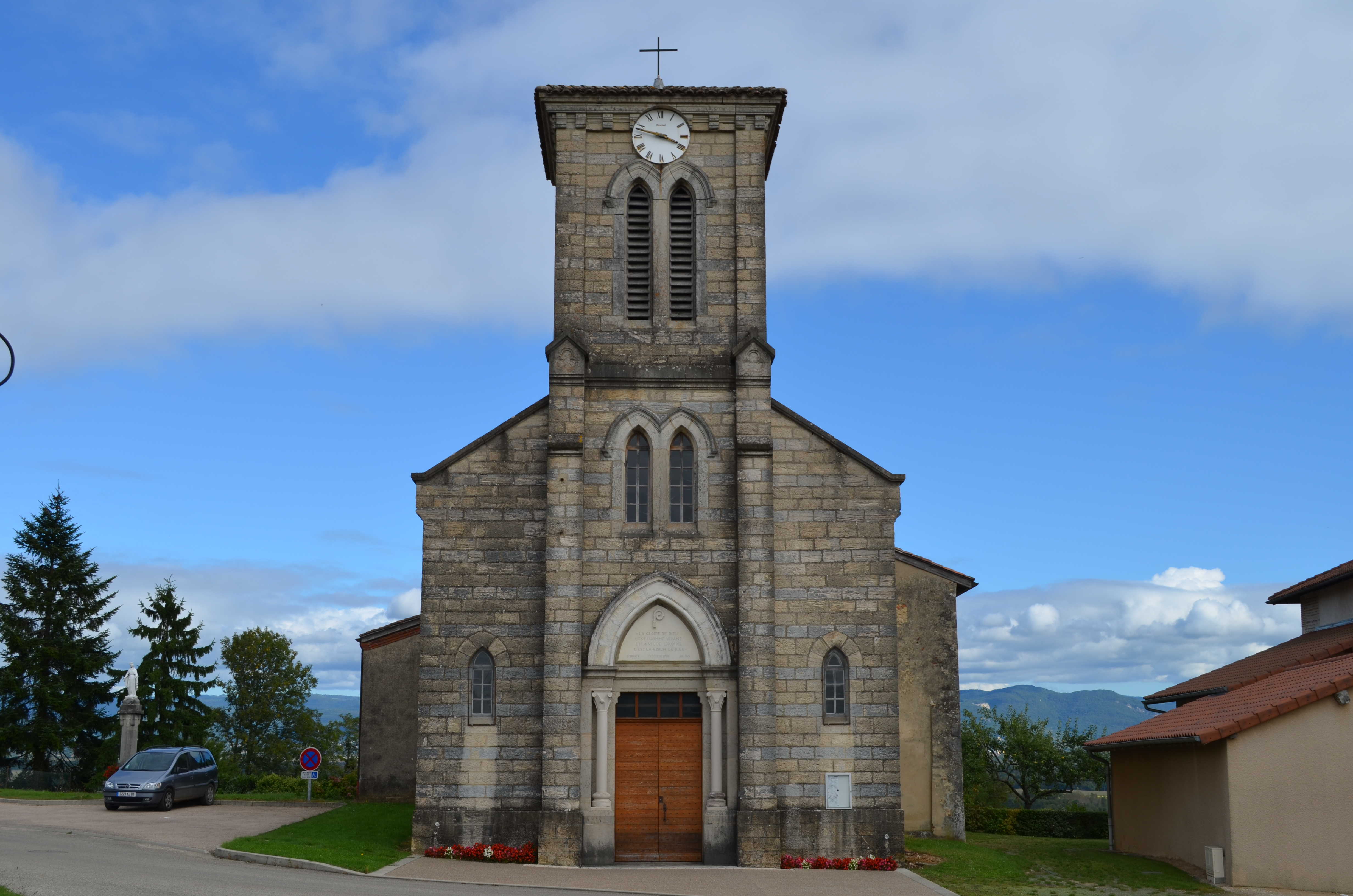
Église Saint-Irénée de Châtillon-la-Palud.

### Lieux et monuments
- Église Saint-Irénée de Châtillon-la-Palud. Située sur les hauteurs de la commune, elle est inscrite au titre des monuments historiques depuis le 22 juin 1966[35].
- Église Saint-Georges de Bublanne, de style roman.
- Le château Croissant ou Férié, construit vers 1870 par le soyeux lyonnais Charles Bayard, il abrite aujourd'hui un ITEP[36].
- Vestiges du château de la Palud : Château des sires de Palud cité au début du XIIIe siècle. Il est ruiné lors de la conquête de la Bresse par Henri IV[37]. Il fut racheté par la famille Grammont au début XXème siècle et reste aujourd'hui une propriété privée.

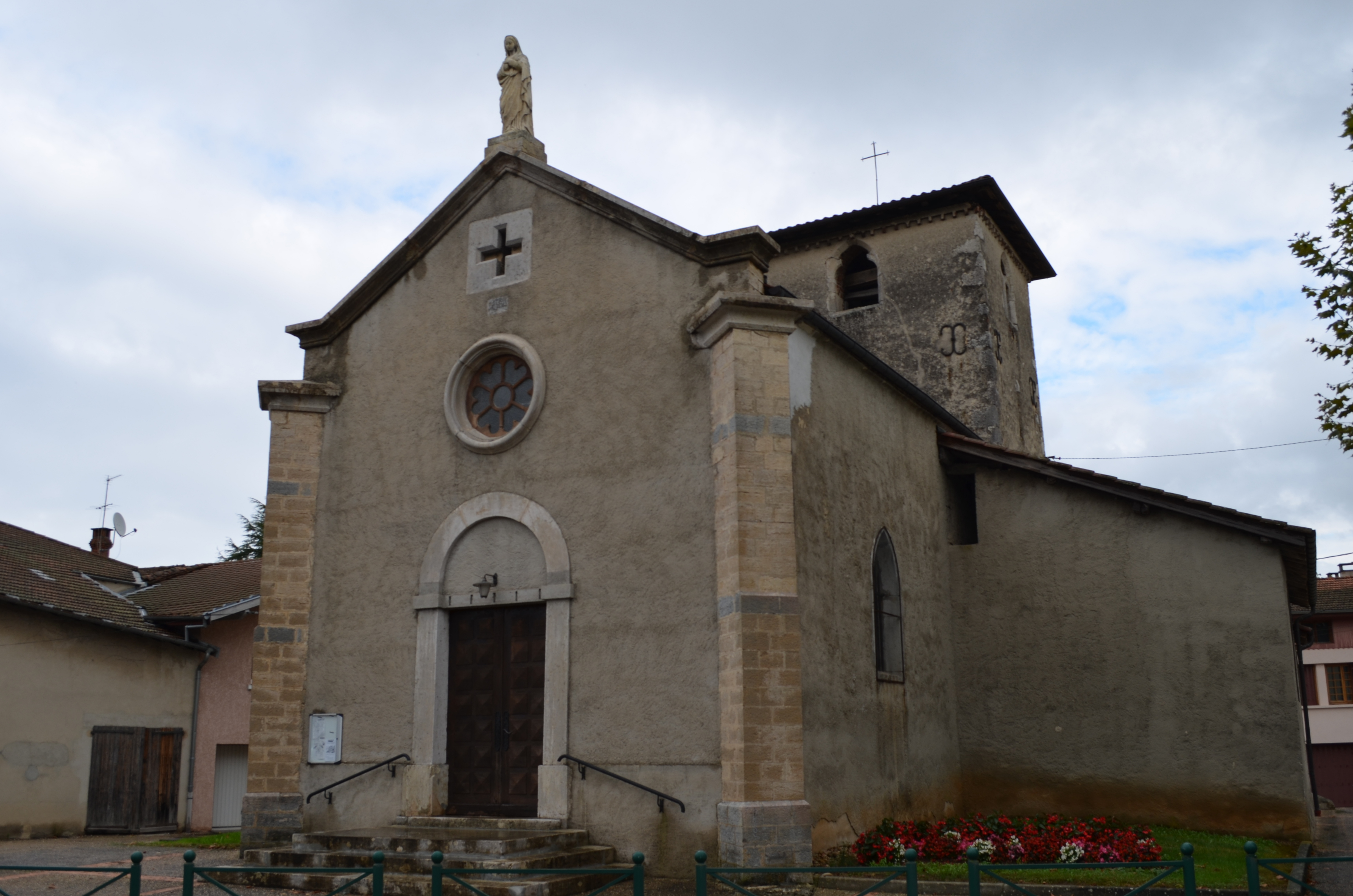
L'église de Bublanne.
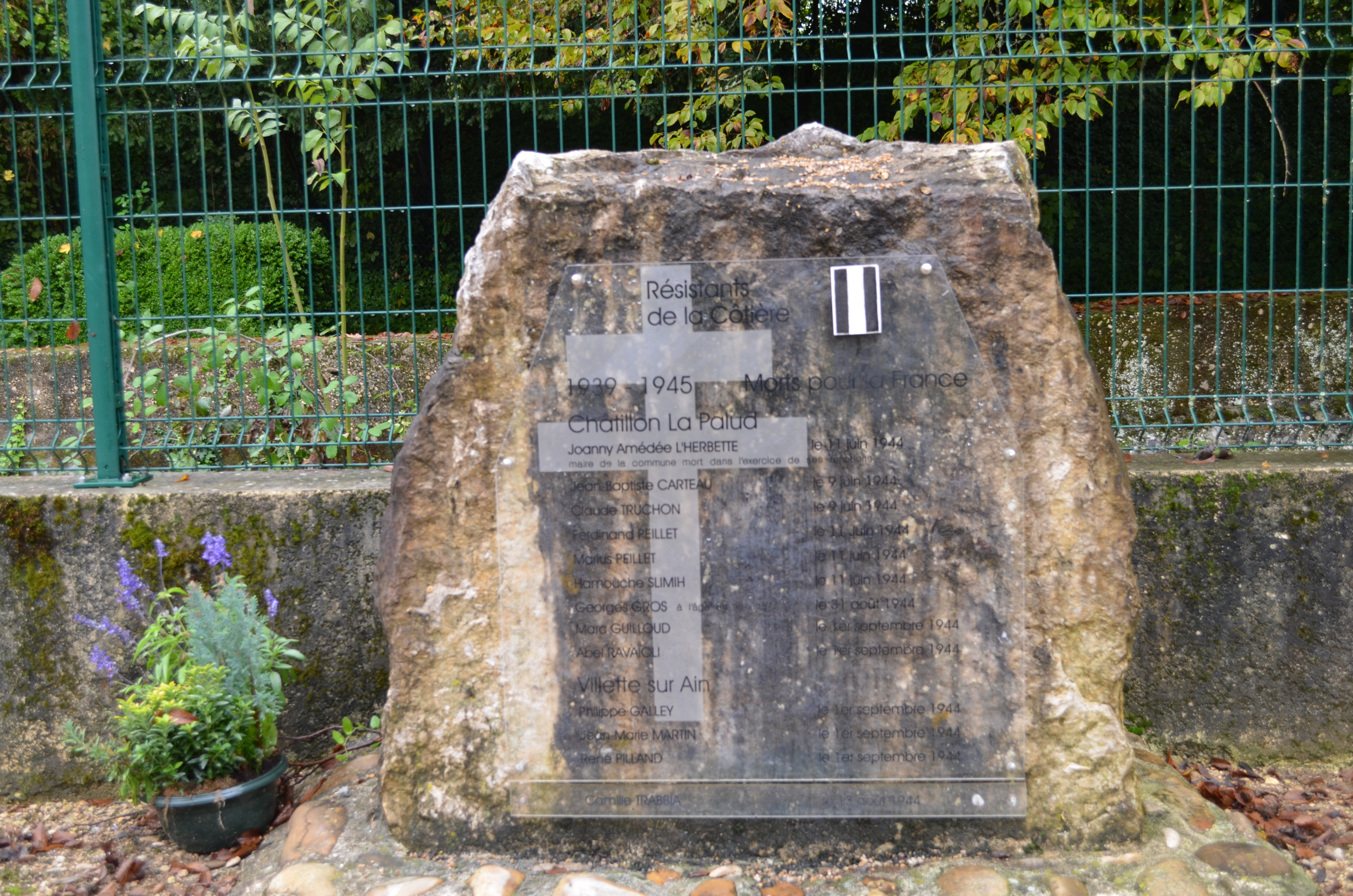
Mémorial de la Résistance dans le square Joanny-L'Herbette à Bublanne.
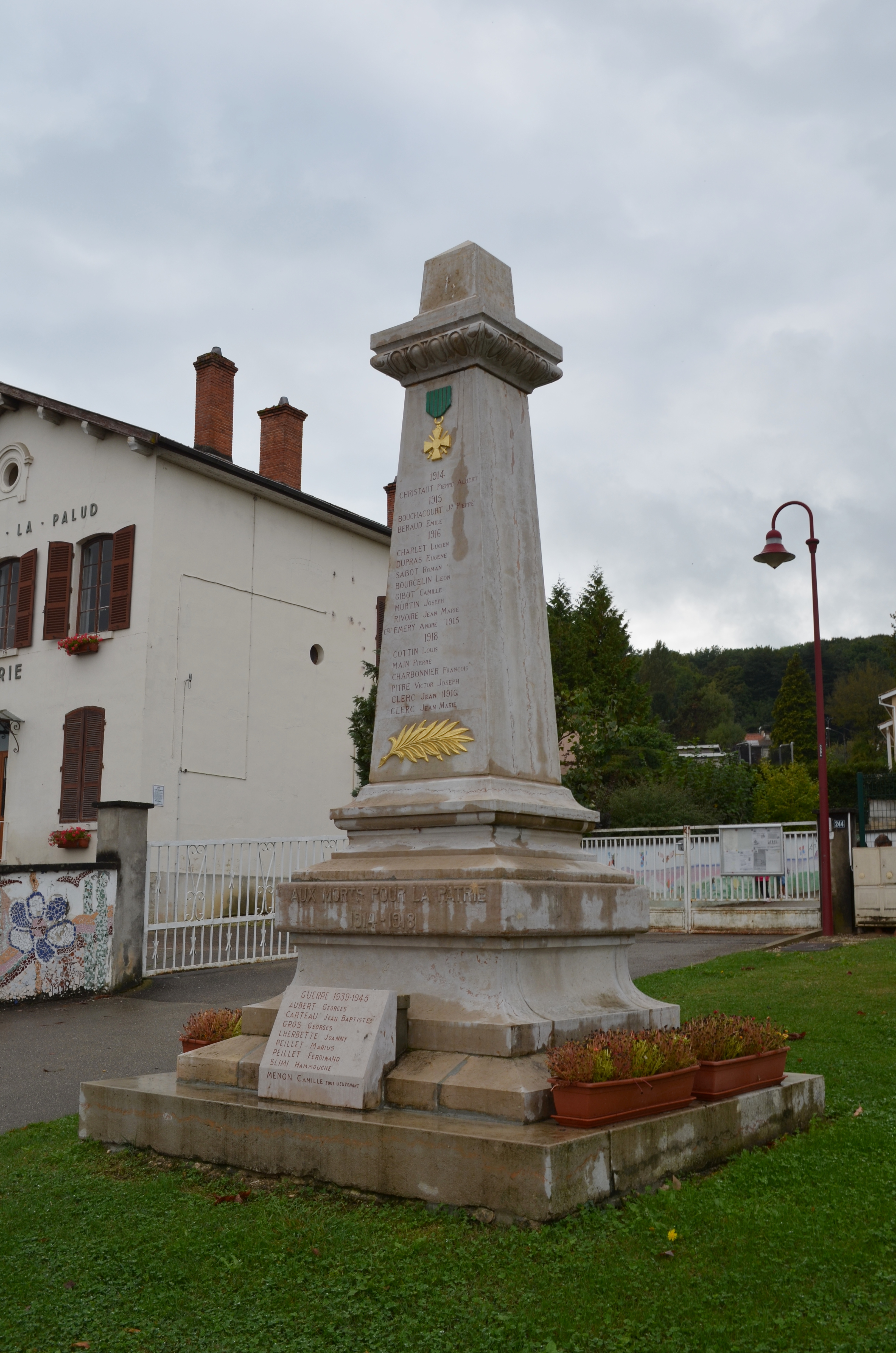
Monument aux morts de Châtillon-la-Palud.

### Personnalités liées à la commune
- Joanny L'Herbette[38], maire de Châtillon-la-Palud et résistant des maquis de l'Ain. Il fut fusillé au lieu-dit la Grange du Bois à Châtillon-la-Palud pendant la Seconde Guerre mondiale.
- Louis de La Palud, cardinal français du XVe siècle, né entre 1370 et 1380 à Châtillon-la-Palud.

### Héraldique
| Blason de Châtillon-la-Palud | Blason  | De gueules à la croix d'or chargée de cinq fleurs de lys d'azur. |
| Blason de Châtillon-la-Palud | Détails |                                                                  |